# Team Wibatech-Brzeg/Saison 2013
Dieser Artikel listet Erfolge und Fahrer des Radsportteams Wibatech-Brzeg in der Saison 2013 auf.

## Erfolge in der UCI Europe Tour
| Datum  | Rennen                             | Kat. | Fahrer         |
| ------ | ---------------------------------- | ---- | -------------- |
| 5. Mai | 4. Etappe Carpathian Couriers Race | 2.2U | Paweł Franczak |

## Abgänge – Zugänge
| Zugänge           | Team 2012       | Abgänge            | Team 2013            |
| ----------------- | --------------- | ------------------ | -------------------- |
| Marcin Urbanowski | Bank BGŻ (2011) | Josef Černý        | CCC Polsat Polkowice |
| Zbigniew Gucwa    | Nobless (2006)  | Jakub Foltyn       | BDC-Marcpol Team     |
| Paweł Franczak    | Neoprofi        | Leszek Pluciński   | BDC-Marcpol Team     |
| Szymon Godras     | Neoprofi        | Dorian Bartkiewicz | Unbekannt            |
| Jakub Kaczmarek   | Neoprofi        | Rafał Krol         | Unbekannt            |
| Tomasz Mickiewicz | Neoprofi        | Kamil Migdoł       | Unbekannt            |
| Wiktor Mrożek     | Neoprofi        | Paweł Pac          | Unbekannt            |
| Jakub Średziński  | Neoprofi        | Sjarhej Safonou    | Unbekannt            |
| Krzysztof Tracz   | Neoprofi        |                    |                      |

## Mannschaft
| Name                | Geburtstag         | Nationalität |
| ------------------- | ------------------ | ------------ |
| Andrzej Bartkiewicz | 24. Oktober 1991   | Polen        |
| Paweł Franczak      | 7. Oktober 1991    | Polen        |
| Szymon Godras       | 27. August 1991    | Polen        |
| Zbigniew Gucwa      | 30. Mai 1986       | Polen        |
| Jakub Kaczmarek     | 27. September 1993 | Polen        |
| Tomasz Mickiewicz   | 10. März 1994      | Polen        |
| Wiktor Mrożek       | 29. Juli 1993      | Polen        |
| Łukasz Osiecki      | 5. April 1990      | Polen        |
| Jakub Średziński    | 20. Mai 1985       | Polen        |
| Krzysztof Tracz     | 9. Januar 1990     | Polen        |
| Marcin Urbanowski   | 4. November 1988   | Polen        |
| Marcin Wolski       | 8. Juni 1984       | Polen        |